# Karunguzhi
Karunguzhi es una ciudad y nagar Panchayat situada en el distrito de Chengalpattu en el estado de Tamil Nadu (India). Su población es de 12485 habitantes (2011).

## Demografía
Según el censo de 2011 la población de Karunguzhi era de 12485 habitantes, de los cuales 6245 eran hombres y 6240 eran mujeres. Karunguzhi tiene una tasa media de alfabetización del 81,65%, superior a la media estatal del 80,09%: la alfabetización masculina es del 88,27%, y la alfabetización femenina del 75,07%.